# Sammlung Wilhelm Perlhöfter
Die Sammlung Wilhelm Perlhöfter in Breslau war eine private Kunstsammlung des Kolonialwaren-Großhändlers Wilhelm Perlhöfter (1878–1948) und seiner Frau Helene, geborene Schäfer (* 1883). 
In der Kunstsammlung, die „oft genug den Besuch von Museumsdirektoren und Kunsthändlern“ erregte, befanden sich Gemälde, Aquarelle und Miniaturbilder von deutschen Künstlern, darunter von Amand G. Zausig, Johann Heinrich Christoph König und Karl von Rhaden. Einige Bilder stammten aus der Sammlung des Breslauer Malers Adelbert Woelfl. Zu der Kunstsammlung gehörten auch Wedgwood-Porzellan, zudem Glas- und Keramik aus Schlesien, Böhmen und Venedig.
Das Großhandelsgeschäft (Hummerei Nr. 28) von Wilhelm Perhöfter wurde am 2. April 1938 arisiert und Wilhelm unmittelbar nach dem Novemberpogrom 1938 in das KZ Buchenwald gebracht. 1939 wurde er aus Buchenwald entlassen und wanderte nach England aus. 
Die Familie trat im Rahmen der Haushaltsauflösung an Professor Hertel (Leiter der Kunstkammer für Schlesien) heran und hoffte für die Kunstsammlung eine Ausfuhrgenehmigung zu erhalten. Helene Perlhöfter wusste zu berichten, dass „Professor Hertel selbst Glasfachmann [war] und unsere Sammlung genau [kannte]. Er verlangte, dass zunächst den Museumsdirektoren die Möglichkeit gegeben werde, sich geeignete Stücke aus der Sammlung herauszusuchen. Die Museumsdirektoren kamen dann auch zu uns, wählten eine Anzahl sie interessierender Stücke aus. Für den ganzen Rest erhielten wir […] eine Bescheinigung, dass er für deutsche Kulturzwecke nicht von Interesse sei“.
Die Perlhöfters wurden am 16. Juli 1941 ausgebürgert und ihr Vermögen fiel dem Reich zu. Die Lifts der Familie wurden durch die Bremer Gestapo beschlagnahmt und ein Teil des Umzugsgutes sowie der Kunstsammlung wurden versteigert. Der Versteigerungserlös in Höhe von 9.421,92 Reichsmark wurde später von der Finanzkasse Bremen-Ost an die Oberfinanzkasse Breslau überwiesen.